# Dasychira flavimacula
Dasychira flavimacula är en fjärilsart som beskrevs av Moore 1865. Dasychira flavimacula ingår i släktet Dasychira och familjen tofsspinnare. Inga underarter finns listade i Catalogue of Life.